# Erkka Petäjä
Erkka Petäjä (* 13. Februar 1964 in Turku) ist ein ehemaliger finnischer Fußballspieler.

## Leben
Der Verteidiger Petäjä begann in seiner Heimatstadt Turku beim Verein Turku PS (TPS) Fußball zu spielen. Bis 1984 absolvierte er 86 Ligaspiele für TPS. 1985 ging er zum schwedischen Verein Östers IF, bei dem er bis 1991 143 Ligaspiele bestritt. Es folgten weitere kurze Stationen in Schweden bei Helsingborgs IF und Malmö FF, ehe er in die Schweiz zum Yverdon-Sport FC, für den er jedoch auch nur siebenmal auflief, wechselte. Er ging danach nochmal nach Schweden zu Husqvarna FF. 1996 kehrte er schließlich für zwei Spielzeiten in seine Heimatstadt zurück und spielte nun für FC Inter Turku. Einen nationalen Titel oder einen Pokal gewann er während seiner Karriere nicht.
Für die finnische Nationalmannschaft bestritt Petäjä zwischen 1983 und 1994 84 Länderspiele. Damit ist er der finnische Nationalspieler mit den sechstmeisten Einsätzen (Stand 15. November 2011).
Petäjä betrieb auch Leichtathletik und stellte 1984 eine persönliche 100-Meter-Bestzeit von 11,20 Sekunden auf. Er gehörte dem Leichtathletikverein Turun Urheiluliitto an.